# Monastero di Snagov

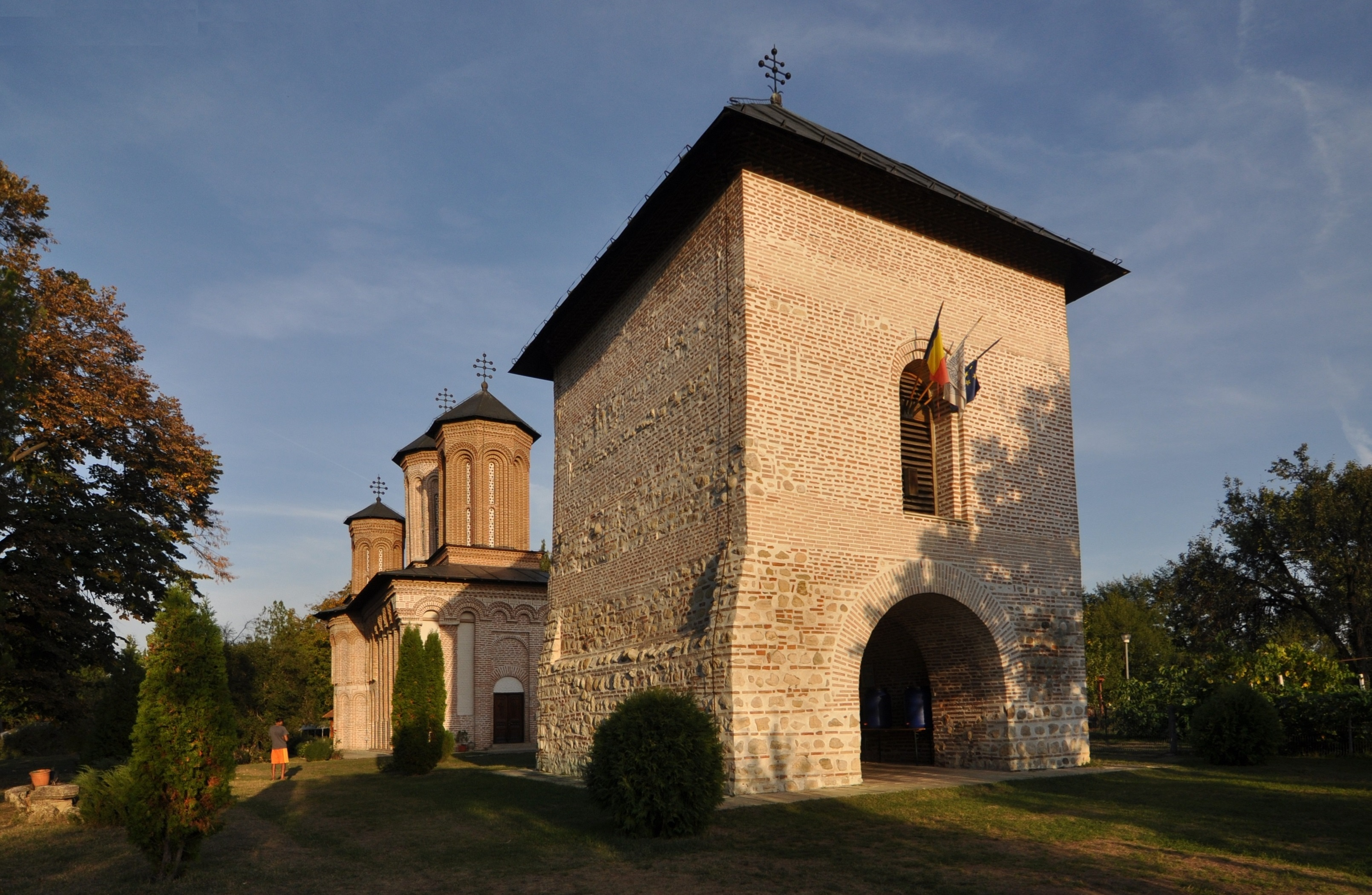
Torre campanaria del monastero

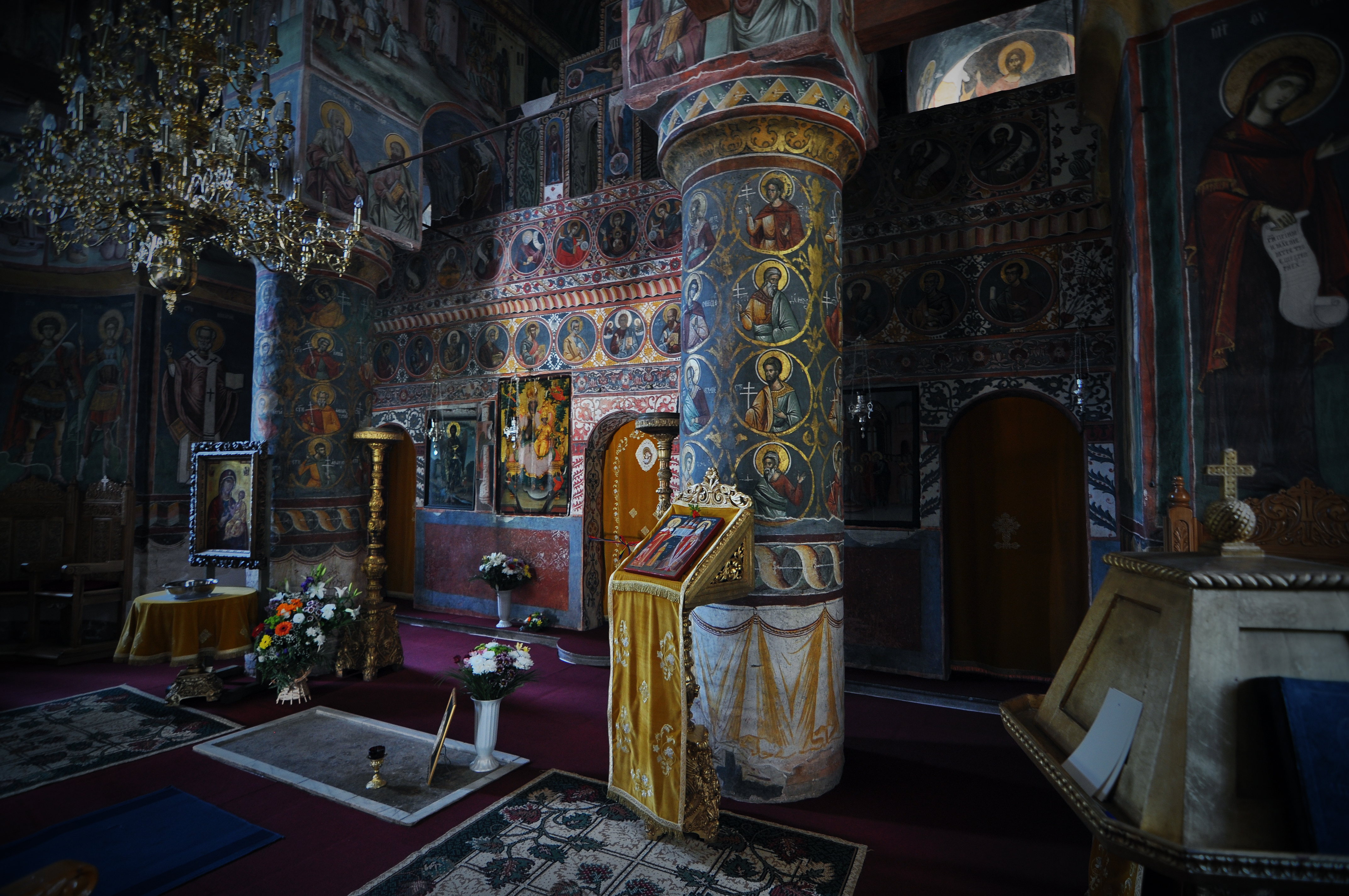
Interno della chiesa del monastero

Il monastero di Snagov è un monastero ortodosso fondato nel 1408 da Mircea il Vecchio di Valacchia su un'isola nel lago di Snagov, situato trentacinque chilometri a nord di Bucarest. L'edificio ha guadagnato una certa fama a partire dal 1933, quando gli scavi archeologici in situ portarono al rinvenimento di una cripta poi identificata come la tomba di Dracula.

## Storia
Fondato dal voivoda (principe) Mircea il Vecchio, il monastero costituì intorno a sé una comunità che si stanziò sulle rive del lago, originando l'attuale città di Snagov.

## La struttura
L'attuale chiesa del monastero risale all'inizio del XVI sec. Le celle e le altre costruzioni sono scomparse e solo qualche rovina attesta l'esistenza del vecchio convento (XIV-XV sec.). Stando alla cronaca ufficiale valacca, la ristrutturazione sarebbe stata avviata da Vlad l'Impalatore (il Dracula di Bram Stoker).
I restauri iniziati nel XX secolo hanno restituito all'edificio l'aspetto di un tempo: gli affreschi del XVI secolo hanno rivelato alcuni ritratti principeschi degli anni 1550-1560, piuttosto ben conservati. Non si sono però rinvenute testimonianze artistiche legate a Vlad III o ai suoi discendenti.

### La tomba di Vlad III
Gli scavi archeologici del biennio 1932-1933 hanno rinvenuto, sotto ad una lastra votiva posta davanti all'iconostasi, una cripta dentro la quale si suppone sia stato inumato il voivoda Vlad l'Impalatore.